# Mercury Cyclone Spoiler II
Mercury Cyclone Spoiler II — маслкар, выпускавшийся подразделением Mercury компании Ford в начале 1969 года. Являлся более аэродинамической версией Mercury Cyclone. Конкурентами являются Dodge Charger Daytona и Plymouth Superbird.

## Производство
Mercury Cyclone Spoiler II выпускался всего в двух комплектациях: Cale Yarborough Special — белый автомобиль с красной внутренней и внешней отделкой, и Dan Gurney Special — белый автомобиль с синим интерьером и отделкой.
Mercury Cyclone Spoiler II был основан на двухдверном хардтопе Mercury Cyclone «Sportsroof» (торговое название фастбэка Ford). Чтобы сделать автомобиль более аэродинамичным на высоких скоростях, была добавлена более гладкая передняя секция. Серийные Mercury Cyclone имели модную на тот момент вставную радиаторную решётку и фары, которые плохо себя чувствовали в аэродинамической трубе. Носовая часть была заменена той, которая увеличила длину Mercury Cyclone Spoiler II примерно на 6 дюймов. Панели коромысел были изменены и свёрнуты, чтобы позволить командам Mercury управлять своими гоночными автомобилями примерно на дюйм ближе к земле, оставаясь при этом в рамках правил NASCAR. Это также значительно увеличило максимальную скорость автомобиля за счёт снижения его центра тяжести и дальнейшего уменьшения сопротивления ветра. Все серийные (омологационные) модели Mercury Cyclone Spoiler II оснащались двигателем 351 Windsor.

## Галерея

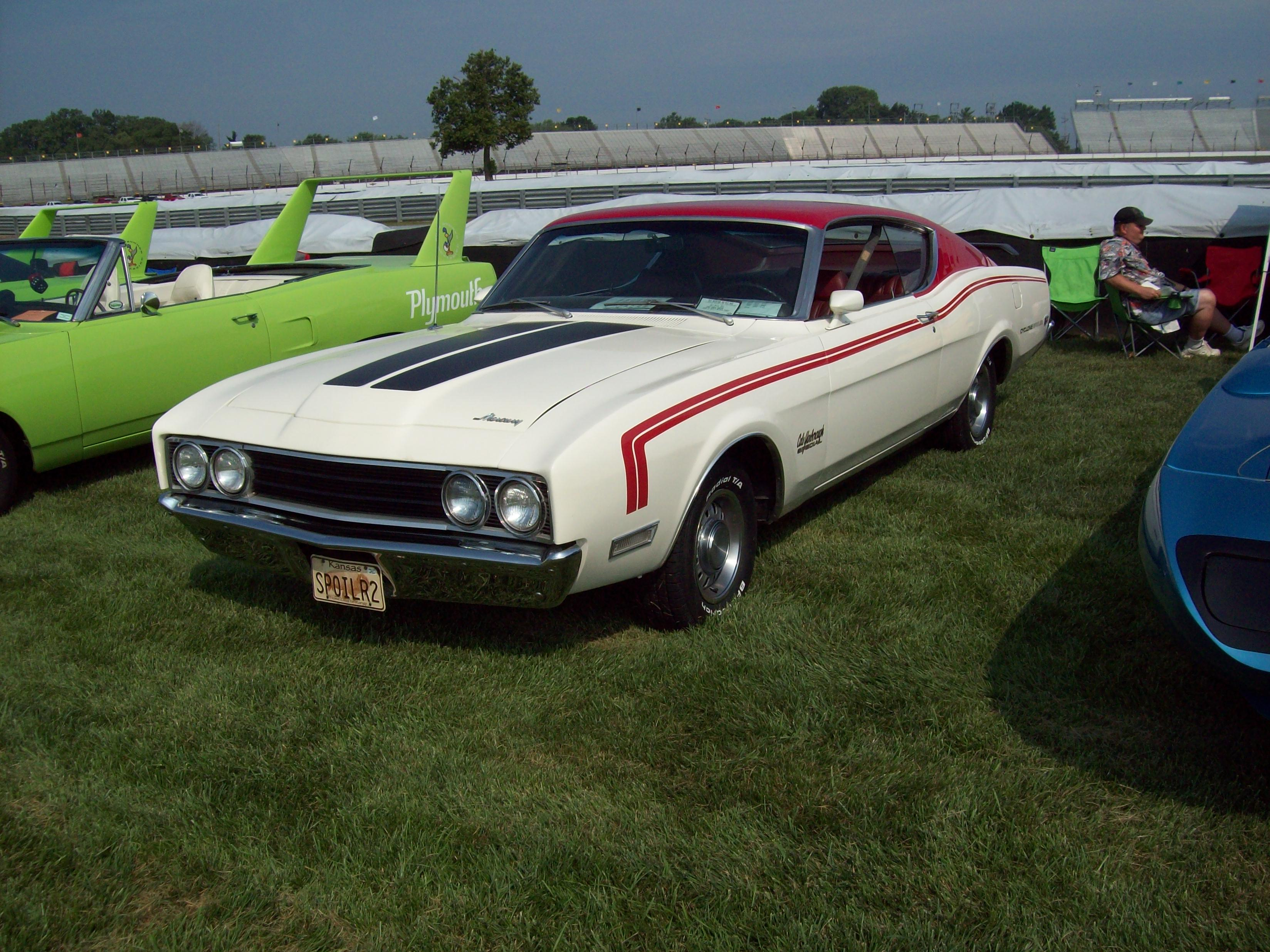
Merury Cyclone Spoiller II Cale
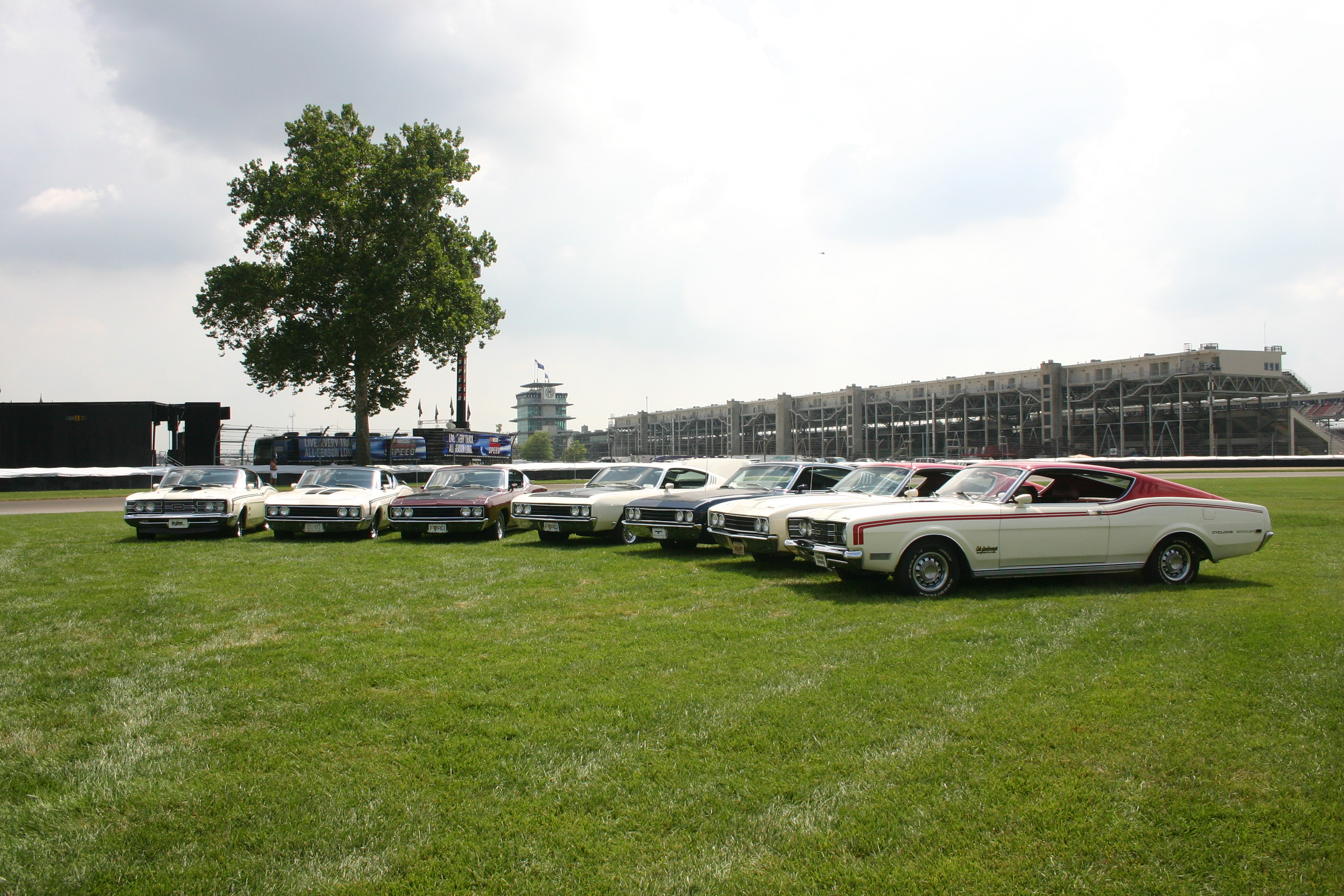
Cyclone Spoiler, Spoiler II и Talladega в Indy
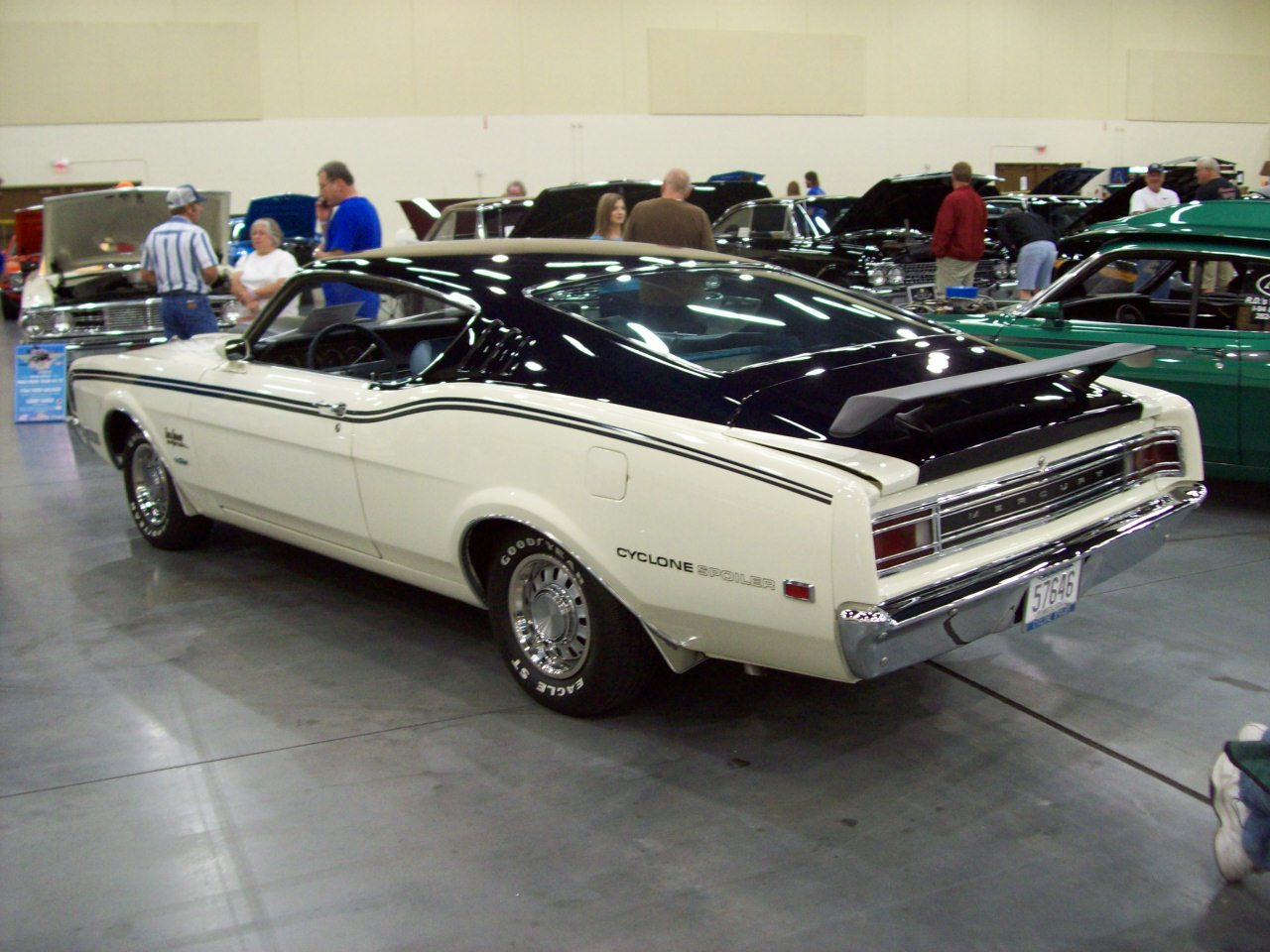
Cyclone Spoiler II в отделке Dan Gurney
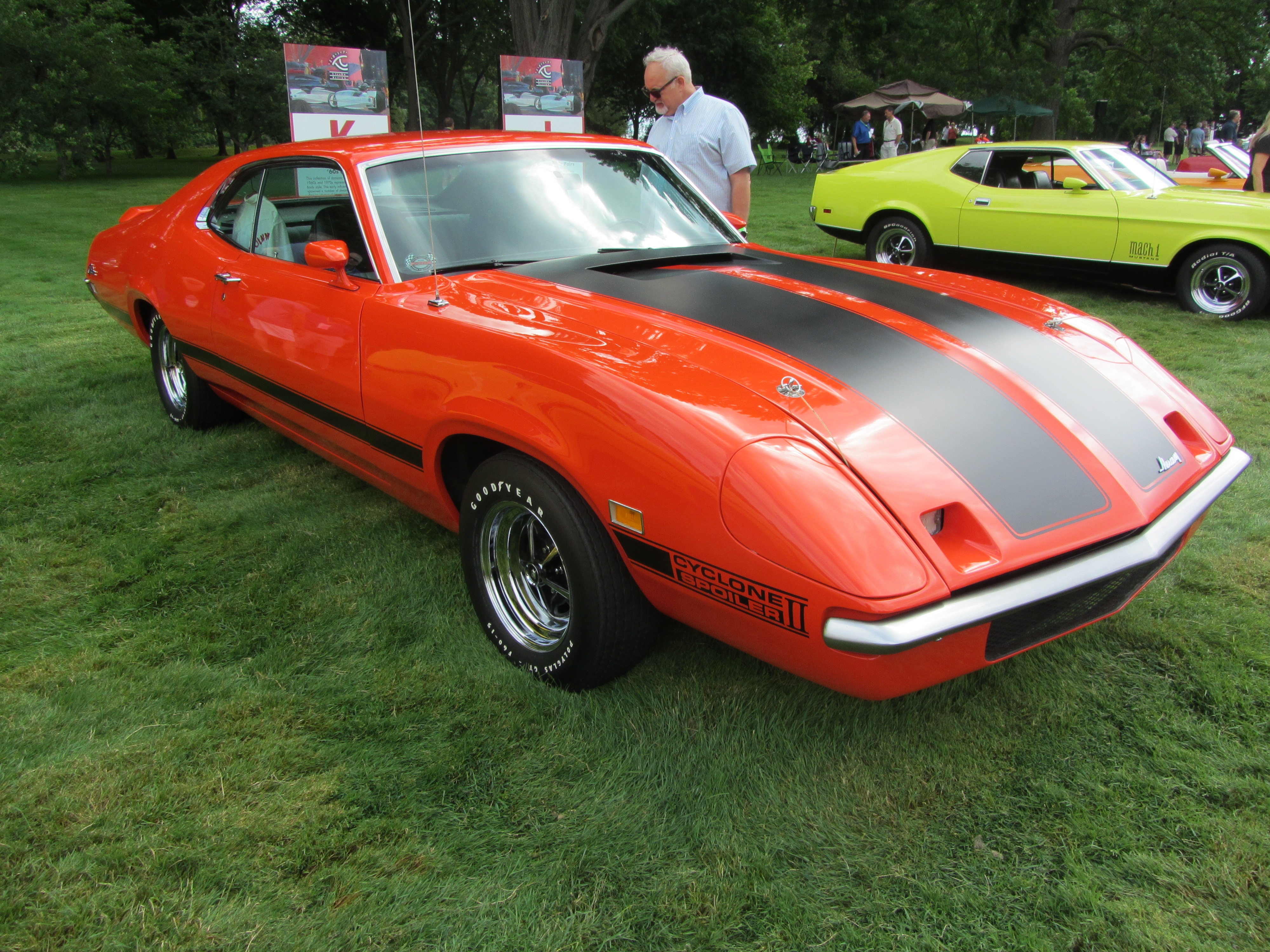
1970 Spoiler II